# نورعلی بیگ
 نورعلی بیگ  روستایی است از توابع بخش مرکزی شهرستان ساوه در استان مرکزی ایران.

## جمعیت
این روستا در دهستان نورعلی بیک قرار دارد و براساس سرشماری مرکز آمار ایران در سال ۱۳۸۵، جمعیت آن ۱۳۹۹ نفر (۳۸۲ خانوار) است.